# Castell de Santa Àgueda

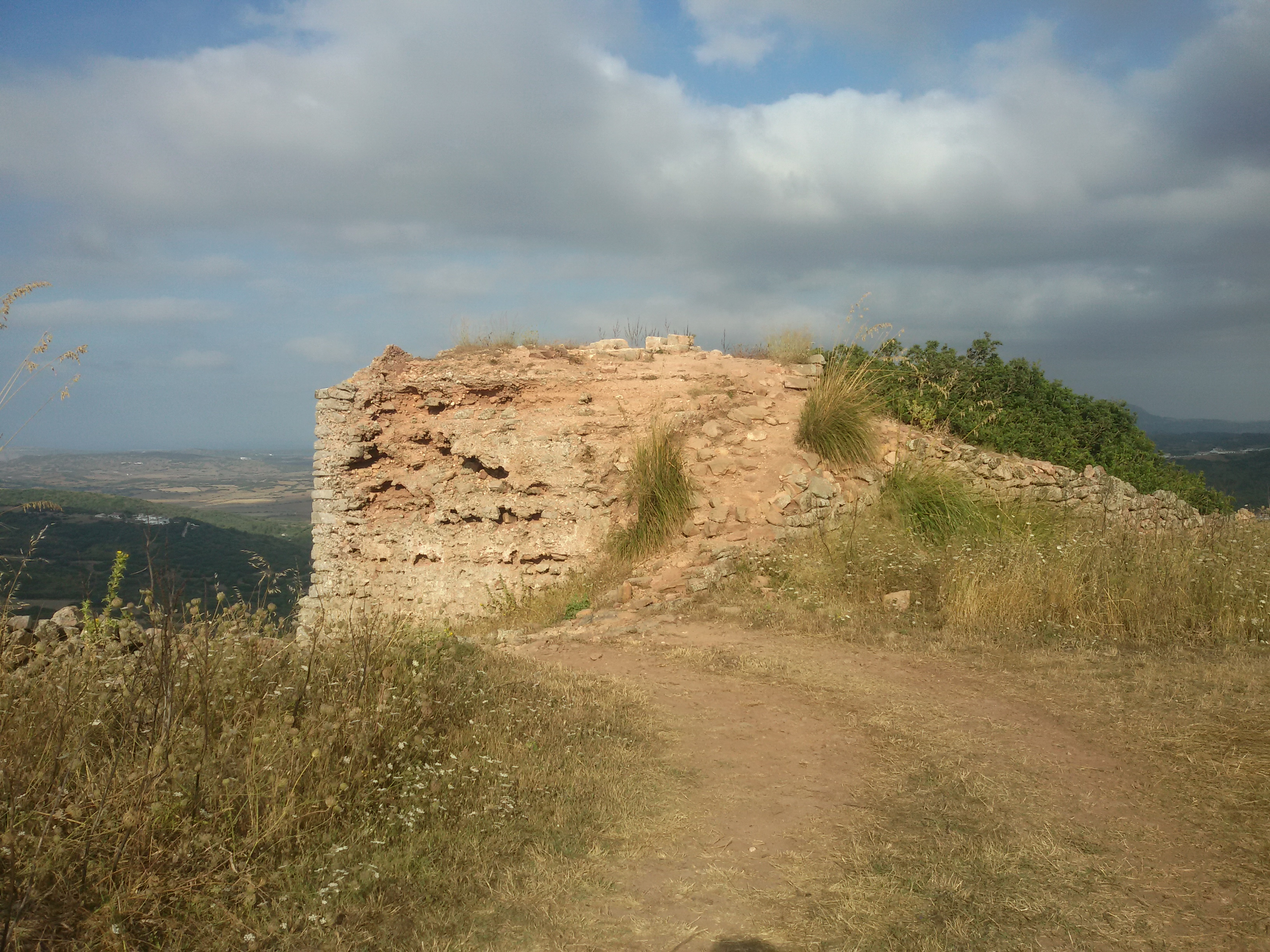
Fort Santa Àgueda op Menorca

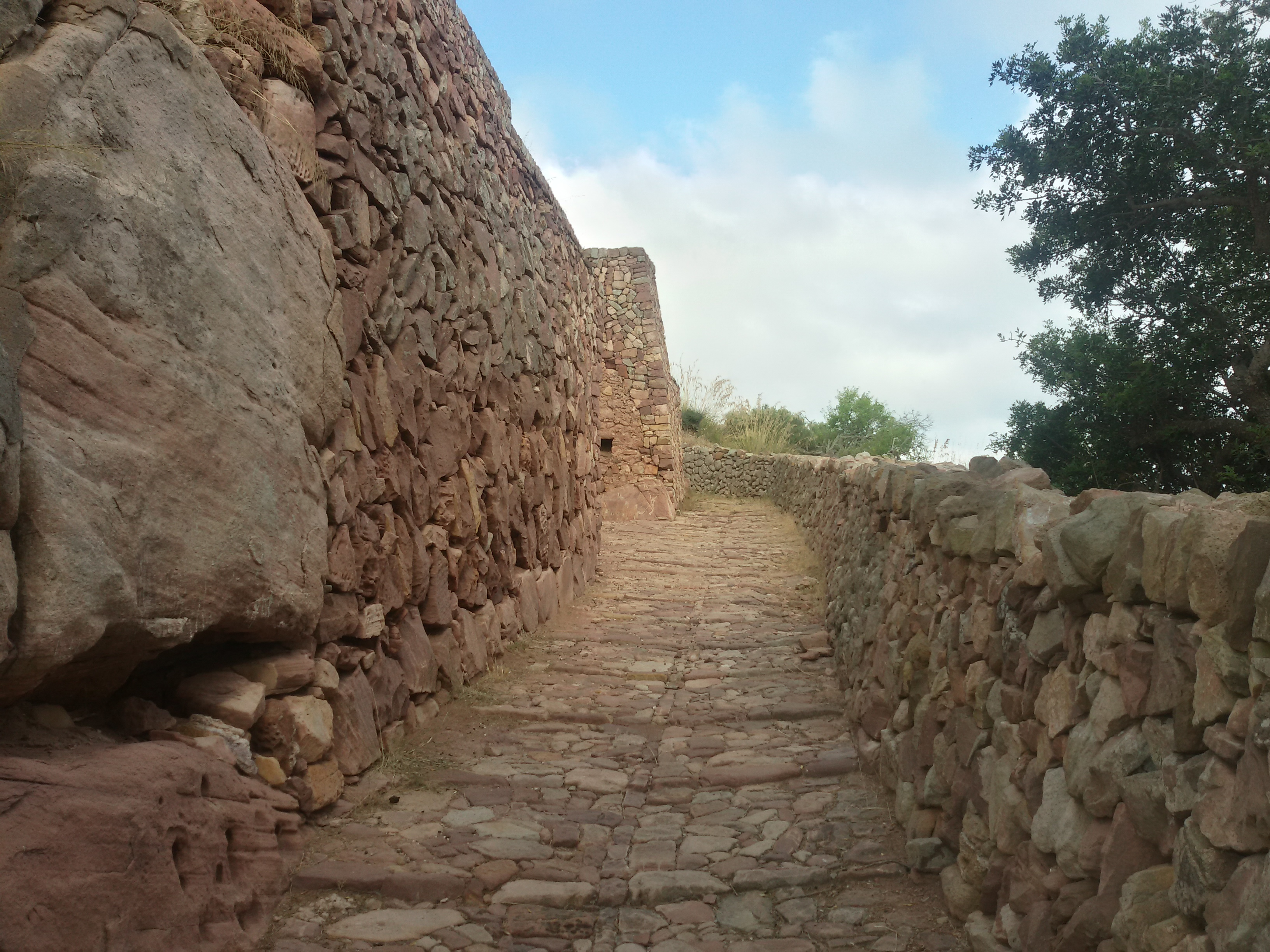
Romeins pad naar de top van de heuvel

Het Castell de Santa Àgueda is een voormalig Arabisch fort op het Spaanse eiland Menorca, een van de Balearen. De ruïne staat in de gemeente Ferreries. De plaats is de derde hoogste top op het eiland, 264 m boven de zeespiegel. Van hieruit is de noordkant van het eiland te overzien.
Het fort was een van de belangrijkste vestingen tijdens het Arabisch bestuur van Menorca. Tijdens de verovering van Menorca door koning Alfons III van Aragon was het Castell de Santa Àgueda het laatste bolwerk dat weerstand bood.
Castell de Santa Àgueda is erkend als nationaal erfgoed van Spanje of Bien de Interés Cultural.

## Naam
Onder eeuwenlang Arabisch bestuur was de naam van het fort Sen Ageinz. Pas onder Spaanse invloed werd de naam gekozen van de heilige Agatha van Catania, ook Agatha van Sicilië genoemd; zij werd de heilige van het bedevaartsoord Castell de Santa Àgueda. Deze naam is Catalaans, de gangbare taal op de Balearen. De Spaanse naam voor het fort is Castillo de Santa Águeda.

## Historiek
Op basis van opgravingen blijkt dat de oorsprong terug gaat tot de prehistorie: de Talaiotcultuur was kenmerkend in Menorca en Mallorca tijdens de ijzertijd.
De Romeinen legden een weg naar de top aan; daar was een kamp of castrum. Opgravingen leidden naar vondsten van keramiekpotten en talrijke munten uit de Romeinse Oudheid.
Onder Arabisch bestuur werd het fort gebouwd. Het Castell de Santa Àgueda heeft de kenmerken van Moorse militaire bouwkunde. Het oudste deel, uit de 10e en 11e eeuw, bestond uit twee ronde torens; later kwamen er ronde en vierkanten torens bij. De uitbouw vond plaats tijdens het bestuur door de Almoraviden. Tevens werd er naast de torens een versterkte vleugel ten noordwesten bijgebouwd.
Vanaf 1121 heersten de Almohaden, in opvolging van de Almoraviden. Zij bouwden in de 13e eeuw de wapenkamer of Casa d’Armes ten noordoosten. In 1287 veroverde het koninkrijk Aragon de Taifa Menorca, dat eigenlijk sinds 1231 met het Verdrag van Capdepera een moslimvazalstaat was van Aragon. Koning Alfons III bevocht het emiraat Menorca. Tijdens deze oorlog van 1287 boden de islamitische inwoners van de Taifa Menorca weerstand. De emir Abu Umar ibn Said verschanste zich in het fort doch moest capituleren. Met de verovering van Castell de Santa Àgueda lijfde Alfons III zijn vazalstaat definitief in bij de Kroon van Aragon. Het Castell de Santa Àgueda werd deels verwoest door zijn opvolger Peter IV van Aragon.
Prinses Eleonora van Aragón, de enige dochter van Peter IV van Aragon en Eleonora van Sicilië, wenste alsnog in de ruïne een kapel op te richten. Zij koos voor een kapel toegewijd aan de Siciliaanse heilige Agatha en het werd een bedevaartsoord voor het hele eiland. Op 5 februari was het haar naamfeest.
De restanten van het kasteel waren na de 14e eeuw onderhevig aan verwaarlozing en plunderingen. De kapel verdween in de 19e eeuw.
In 1987 werd het Castell de Santa Àgueda erkend als nationaal erfgoed.
In 2007 kocht het eilandbestuur van Menorca het domein. Dit maakte een einde aan eeuwen bezit in privéhanden.

## Beschrijving

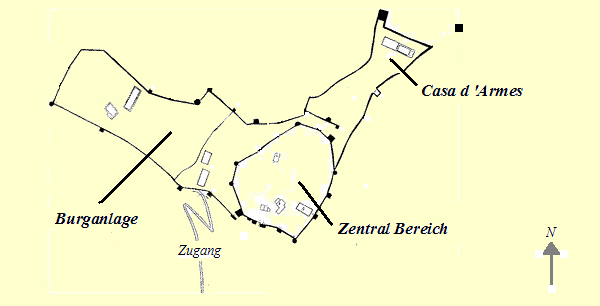
Grondplan (in het Duits)

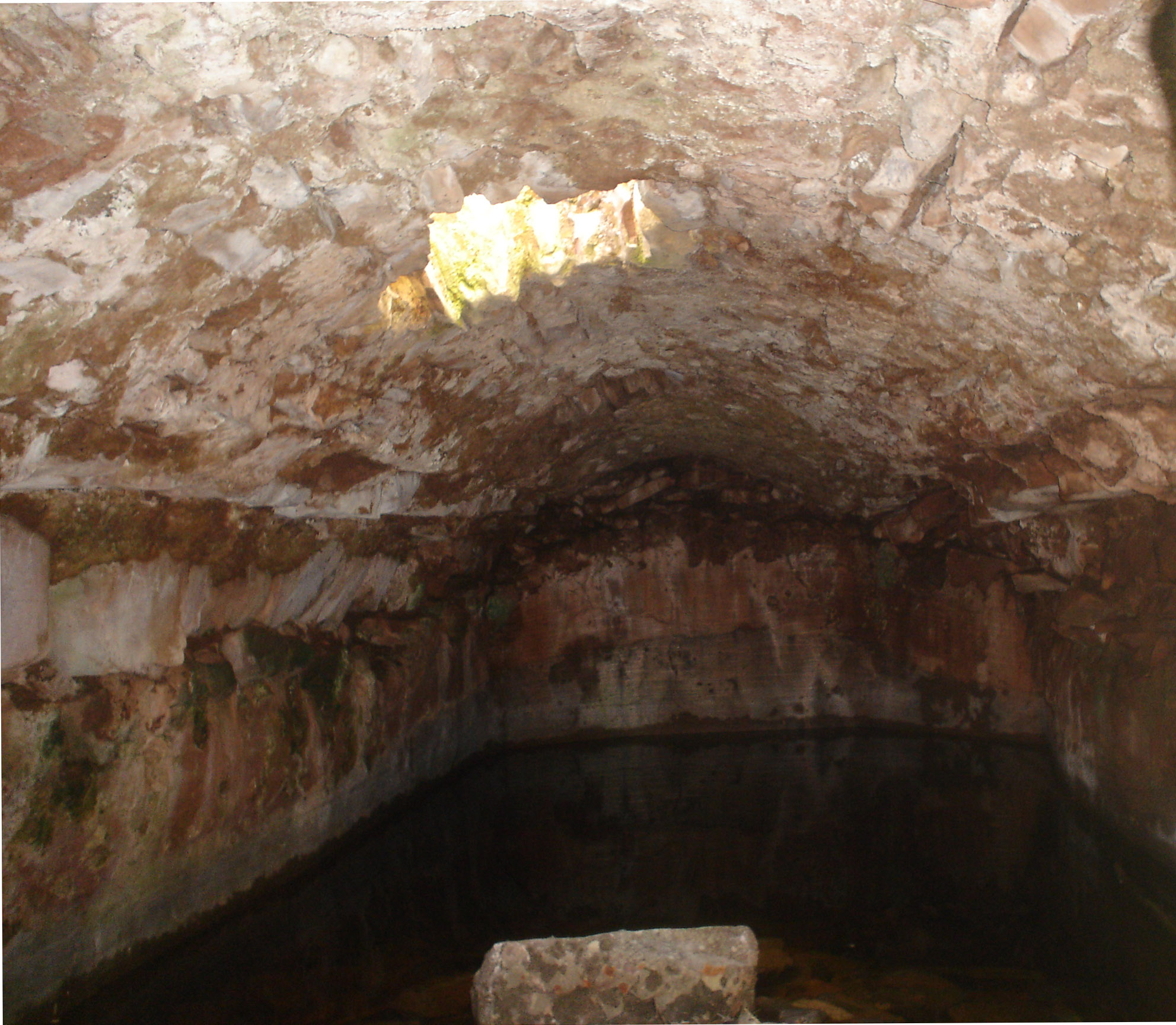
Een van de twee waterreservoirs

Het domein beslaat een oppervlakte van zowat 5 ha. De vesting bestaat uit drie delen.

### Centraal deel
Het centrale deel, het oudste deel, is gelegen op het plateau van de heuvel. Het heeft een polygonale grondvorm met zeven lange zijden. De oppervlakte van het centrale deel is 1,5 ha. De bouwstijl wordt door archeologen omschreven als 10e-eeuws. Deze Moorse bouwstijl is ook te vinden in de Aljafería in Zaragoza en de Alcazaba van Granada. Op haar hoogtepunt in de 12e eeuw telde het centrale deel zestien ronde torens rondom dit grondplan; hun diameter bedroeg 3,6 à 6 meter. Sommige ervan werden vervangen door vierkanten torens. Middenin stond een enkele donjon. Deze bouwstijl was eigen aan de Almoraviden, de heersers vanaf de 11e eeuw.

### Zijvleugel
Ten noordwesten stond er een zijvleugel met een lengte van 275 m en een breedte van 80 m. De oppervlakte was 2,8 ha. Dit deel had een eigen watervoorziening. Twee waterreservoirs (28 m x 5,9 m en 15 m x 9 m) zijn bewaard gebleven. De enige toegang tot het fort was via deze zijvleugel; de weg loopt kronkelend vanuit het dal naar boven. Het Romeinse deel ervan is bewaard gebleven.

### Wapenkamer
Ten noordoosten stond de wapenkamer of Casa d’Armes, het jongste deel van het complex. De bouwtijd was in de 13e eeuw, ten tijde van de Almohaden. De vorm was onregelmatig, met een lengte van 155 mg en aan het smalste deel een breedte van 44 m. De oppervlakte van de wapenkamer was 0,8 ha.

## Volkslegende
Op het eiland Menorca wordt de legende verteld dat onder de muren een beeld van een gouden kalf is verstopt.